# Östra Torns församling
Östra Torns församling var en församling i Lunds stift och Lunds kommun. Församlingen uppgick 2012 i Lunds östra stadsförsamling.
Församlingen omfattade stadsdelarna Östra Torn och Mårtens fälad

## Administrativ historik
Församlingen bildades 1992 genom en utbrytning ur Lunds Allhelgonaförsamling och var till 2000 annexförsamling i pastoratet Stora Råby och Östra Torn, för att därefter till 2012 utgöra ett eget pastorat. Församlingen uppgick 2012 i Lunds östra stadsförsamling.

## Kyrkor
- Maria Magdalena kyrka